# خوسيه رودريغيز (صانع الساعات)
خوسيه رودريغيز (بالإسبانية: José Rodríguez Losada)‏ (و. 1801 – 1870 م) هو صانع الساعات إسباني، توفي في لندن، عن عمر يناهز 69 عاماً.

## جوائز
حصل على جوائز منها:
- نيشان الفنون والآداب من رتبة قائد (17 يناير 2013)[1]
- جائزة المنافسة العامة  [لغات أخرى]‏ (1946)